# Glossario scacchistico

## A

### Abbandonare
Abbandonare significa concedere la vittoria all'avversario, ponendo fine alla partita.
In genere è considerata una buona norma abbandonare quando ci si rende conto che la partita è irrimediabilmente persa, per evitare di continuare a giocare in condizioni di evidente inferiorità fino allo scacco matto.

### Acconcio
Termine italiano per j'adoube.

### Aggiornamento
Sospensione della partita, che verrà ripresa dalla stessa posizione in un secondo momento, tipicamente nel giorno successivo. In passato era molto comune nelle competizioni di alto livello, ma la pratica è caduta in disuso alla fine del XX secolo, in quanto gli sviluppi tecnologici hanno messo a disposizione dei giocatori aiuti molto consistenti, come l'analisi al computer, che sarebbero illeciti e dei quali è ragionevolmente impossibile prevenire l'uso nel periodo di sospensione del gioco. Il giocatore che ha il tratto scrive la sua mossa sul proprio formulario, senza comunicarla a nessuno, quindi i formulari vengono chiusi in una busta sigillata che viene consegnata all'arbitro, la quale verrà aperta solo alla ripresa del gioco. In questo modo, chi ha il tratto termina il proprio turno, ma l'avversario non è al corrente della mossa (ormai già decisa e irrevocabile) e nessuno dei due può avvantaggiarsi nell'analisi. Alla ripresa, l'arbitro esegue la "mossa sigillata" e il tratto passa nuovamente all'avversario.

### Ala o lato
La zona compresa nelle colonne a-b-c-d forma l'ala o lato di donna; la zona delle colonne e-f-g-h costituisce l'ala o lato di re.

### Andare a donna
Le mosse consistenti il movimento dei pedoni nel tentativo di "promuoverli" una volta raggiunta l'ottava traversa.

### Apertura
Con il termine di apertura si intendono i primi tratti di una partita, che servono a mettere in azione i vari pezzi, posizionandoli nel migliore modo. Ad ogni sistema di cominciare una partita, corrisponde un'apertura, cosa che la teoria ha classificato con la massima precisione.

### Armageddon
La partita armageddon ha regole particolari che prevedono la vittoria del nero anche in caso di patta, in cambio il bianco ha maggiore tempo a disposizione del suo avversario. Viene utilizzata soprattutto per gli spareggi dei tornei.

### Arrocco
La mossa dell'arrocco è riservata al re e serve per metterlo al sicuro in un angolo della scacchiera. Si può fare una volta sola nel corso della partita.

### Attaccare
Costituisce la minaccia di prendere un pezzo o un pedone, sia difeso che indifeso, oppure la minaccia a una casa vuota ma importante strategicamente.

### Attacco di scoperta
Quando un pezzo o un pedone, muovendosi, scopre l'offesa di un altro pezzo. Se il pezzo o pedone che si muove attacca nello stesso tempo un altro obiettivo, allora si verifica un attacco doppio.

## B

### Batteria
Tatticismo costituito da due o più pezzi posto lungo la stessa traversa, colonna o diagonale.

### Blitz
Vedi Lampo.

### Blocco
Motivo strategico mirante ad impedire ai pedoni avversari di avanzare.

### Bullet
È comunemente definita bullet la partita giocata con una cadenza inferiore ai 3 minuti, tuttavia il tempo più usato è quello di 1 minuto per giocatore, senza incremento. Per la sua velocità questa modalità è destinata alla pratica del gioco online.

## C

### Cambio
Ha luogo allorché si prende un pezzo avversario contro uno proprio dello stesso valore; esempio torre contro torre.

### Casa di fuga
È quella, di solito l'unica in certe determinate posizioni, nella quale il re è costretto a rifugiarsi ricevendo uno scacco per il quale non può fare altro che muoversi.

### Catena di pedoni
Una serie formata da un certo numero di pedoni, disposti diagonalmente su colonne adiacenti in modo da difendersi l'uno con l'altro.

### Cavallo eterno
Se un cavallo è in una casa dove non potrà più essere minacciato né da pedoni né da alfieri né da cavalli avversari, è detto eterno. In tal caso, infatti, non può essere costretto a muoversi senza perdere del materiale.

### Centro
Sono le case poste in mezzo alla scacchiera: d4, d5, e4 ed e5, il cui controllo costituisce un obiettivo strategico.

### Colonna
Una linea verticale di case della scacchiera. Le colonne sono denominate, secondo la notazione algebrica, con le lettere a b c d e f g h oppure col nome del pezzo che sta nella prima casa. Ad esempio: colonna di re, di alfiere ecc.

### Contrattacco
Si porta la guerra o meglio le operazioni in territorio nemico, mentre l'avversario è impegnato con le proprie forze in un'azione offensiva.

### Controllare una casa
Impedire ad un pedone o a un pezzo avversario di occuparla senza correre rischi.

### Controscacco
Una mossa che para uno scacco subito, portandone contemporaneamente uno all'avversario.

### Coprire uno scacco
La difesa di uno scacco subito dal re interponendo tra esso e il pezzo avversario attaccante un proprio pezzo. L'unico tipo di scacco che non può essere coperto è quello dato dal cavallo, in tal caso se non si può "prendere" il cavallo bisogna muovere il re.

## D

### Diagonale
Una fila di case dello stesso colore sulla scacchiera, che vanno dall'alto o dal basso trasversalmente ai lati della stessa; vengono indicate attraverso le case alle estremità (ad esempio diagonale a3-f8 o h4-d8). Casi particolari sono le grandi diagonali.

### Difendere
Consiste nell'eliminare un pezzo avversario minaccioso, impedire un cambio vantaggioso o pari per l'avversario oppure impedire l'occupazione di una casa strategicamente rilevante.

## E

### Eguaglianza
Si ha quando, in un determinato momento della partita, nessun giocatore ha un vantaggio sull'altro.

### En passant o presa al varco
Prendere il pedone avversario quando esso si muove di due case. Può effettuarlo solo il pedone di una delle due file adiacenti, utilizzare tale mossa è una scelta del giocatore. In tal caso il pedone si colloca nella casa dove si sarebbe trovato quello preso se si fosse mosso di un passo solo. Termini analoghi sono prendere al passaggio o di passata.

## F

### Fianchetto
Un sistema di gioco in cui l'alfiere, dopo la spinta del pedone di cavallo, viene posto nella casa lasciata libera da tale pedone, cioè b2 (fianchetto di donna) o g2 (fianchetto di re), nel caso del Bianco. Nel caso del Nero le case interessate sono b7 e g7.

### Fila
Vedi colonna.

### Finale
La fase ultima della partita nella quale, sia da una parte che dall'altra, sono rimasti solo pochi pezzi.

### Finale rapido
Traduzione italiana di quickplay finish.

### Forchetta
È l'attacco simultaneo portato da un singolo pezzo a due pezzi avversari.

### Formulario
Il formulario è un documento cartaceo nel quale vengono annotate le mosse di una partita, le offerte di patta, il risultato finale di una partita, e facoltativamente il tempo sull'orologio dopo una singola mossa. Durante i tornei il documento viene consegnato all'arbitro e conservato dagli organizzatori

### Forzatura
Situazione che si verifica quando uno dei due giocatori non ha la scelta delle mosse, ma necessariamente deve farne alcune obbligate, che portano ad un risultato già previsto e inevitabile.

## G

### Gambetto o gambitto
Consiste nel sacrificare un pedone durante l'apertura, può essere accettato o rifiutato.

### Grande diagonale
Una delle due diagonali a1-h8 o h1-a8, corrispondenti alle diagonali geometriche del quadrato della scacchiera. Per estendere il controllo su una delle grandi diagonali a volte uno dei giocatori fianchetta uno dei suoi alfieri.

## I

### Impedonatura
Posizione di due pedoni del medesimo colore sulla stessa colonna, a seguito di una cattura effettuata da uno di essi. Solitamente comporta un indebolimento della struttura pedonale.

### Inchiodatura
Un pezzo si dice inchiodato quando è impossibilitato a muoversi a causa del fatto che se lo facesse aprirebbe la linea lasciando in presa un altro pezzo, non difeso o di maggiore importanza.

### Incremento
È un abbuono di tempo che viene aggiunto al cronometro del giocatore che ha appena compiuto una mossa. È realizzabile tecnicamente soltanto con gli orologi digitali.

### Iniziativa
Per iniziativa negli scacchi si intende la possibilità di sviluppare il proprio gioco ostacolando quello dell'avversario e costringendo quest'ultimo a difendersi.
Quando si riesce ad attaccare continuamente, creando nuove minacce mossa dopo mossa (anche attraverso attacchi multipli sfruttando il raggio d'azione di più pezzi combinati insieme), generalmente il gioco arriva ad un punto in cui il difensore non riesce più a parare tutte le minacce, anche a causa della mancanza di coordinazione tra le sue forze, e subisce perdite di materiale decisive. La difesa è molto spesso più difficile dell'attacco, perché i pezzi di uno stesso esercito, quando assumono posizioni difensive, subiscono spesso restrizioni di spazio e possono creare fenomeni di imbottigliamento reciproco; questo si traduce in una minore capacità di manovra, che a sua volta causa l'impossibilità di lanciare contrattacchi efficaci.

### Interposizione
Quando il re od un pezzo maggiore vengono attaccati e un pezzo minore viene messo a riparo fra essi ed il pezzo offendente, il pezzo minore si dice interposto. Lo stesso di coprire.

## J

### J'adoube
L'espressione significa: aggiusto, acconcio, metto in ordine; questa o un'espressione equivalente deve essere usata da un giocatore prima di toccare un pezzo per rettificarne la posizione, in modo da non incorrere nella regola che obbliga a muovere un pezzo dopo averlo toccato.

## L

### Lampo
Una lampo (nel linguaggio internazionale blitz) è una partita giocata con un tempo pari o inferiore ai 10 minuti. Nella pratica di circolo la cadenza utilizzata era di solito a 5 o a 3 minuti, ma con la diffusione degli orologi elettronici si è aggiunta la possibilità di svolgere le partite con una cadenza diversa e l'utilizzo dell'incremento di 1 o 2 secondi a mossa. Per il regolamento internazionale la somma dell'incremento, calcolato per sessanta mosse, con il tempo iniziale non devono superare i 10 minuti.

### Linea
La successione di case, preso in senso verticale, orizzontale o diagonale, specialmente adoperata nelle locuzioni: impossessarsi della linea, dominare la linea, cioè averne la padronanza assoluta.

### Linea aperta
Viene così chiamata una colonna qualsiasi quando sulla stessa un giocatore non ha pedoni propri.

## M

### Matto
Il finale del gioco, quando non si può parare uno scacco al re. Si viene a decretare la sconfitta del giocatore che lo subisce.

### Mediogioco o mezzo della partita
La fase di gioco che segue lo sviluppo dell'apertura e precede il finale.

### Minaccia
La minaccia è un piano dell'avversario con cui egli intende acquisire un vantaggio e da cui bisogna difendersi. Questo vantaggio può consistere in una posizione danneggiata, nella superiorità materiale o anche nello scacco matto. La minaccia può essere diretta o indiretta ("minaccia di minacciare"), e l'azione minacciata può consistere di una mossa sola o di una combinazione.

### Mossa
Il movimento alternato dei pezzi bianchi e neri si chiama indifferentemente mossa, tratto, colpo. Chi muove per primo si dice che ha il tratto. Per mossa debole, s'intende quella che viene fatta in alternativa ad altre e che non è tra le migliori, sebbene non sia un vero errore. Mossa errata o cattiva è quella che causa uno svantaggio reale. Mossa falsa è giocare un pezzo dove non può legalmente andare per esempio: muovere il cavallo come la torre, o l'alfiere come il cavallo ecc. Mossa giusta è la migliore che si può fare in una determinata posizione. Mossa legale è quella consentita dal regolamento.

### Mossa sigillata
Mossa segnata sul proprio formulario, senza comunicarla all'avversario, dal giocatore che ha il tratto al momento dell'aggiornamento. I formulari vengono poi conservati fino alla ripresa della partita in una busta sigillata, da cui il nome.

## P

### Patta
Una partita è dichiarata patta, ovvero terminata con un risultato di parità, allorché nessuna delle forze in campo è in grado di dare il matto e quindi di vincere.

### Pedone isolato
Qualsiasi pedone che nel corso della partita rimane senza pedoni sulle due colonne adiacenti, senza potere così essere sostenuto.

### Pedone passato
Un pedone che non può essere contrastato nella marcia in avanti da un pedone avversario sia sulla stessa colonna, sia a destra o a sinistra di essa. In senso più lato un pedone che non ha più un pedone del colore contrario di fronte a sé.

### Pedone raddoppiato o doppiato
Quando un pedone, a seguito di una presa, passa nella fila vicina dove si trova un altro pedone dello stesso colore, quello più avanzato viene detto pedone raddoppiato o doppiato.

### Pezzi leggeri
Con pezzi leggeri ci si riferisce agli alfieri e ai cavalli.

### Pezzi pesanti
Con pezzi pesanti ci si riferisce alla donna e alle torri.

### Plachutta
Evento che prende il nome dal compositore Joseph Plachutta (che era solito comporre problemi che sfruttavano questo tema), indica una situazione molto rara, nella quale due pezzi che si muovono in modo simile (alfiere e regina, torre e regina o due torri), si ostacolano l'un l'altro dopo la cattura di un pezzo. Ne si ha un celebre esempio nella partita tra Tarrasch e "gli Alleati" del 1914, dove, dopo un brillante sacrificio d'alfiere, il maestro tedesco induce gli avversari in questa specifica problematica.

### Posizione
È la situazione dei pezzi in un dato momento della partita. Se essa è favorevole, cioè se i pezzi sono collocati in modo preciso secondo le norme del gioco, avremo una buona posizione o un vantaggio posizionale, in caso contrario si avrà una cattiva posizione o una posizione svantaggiosa

### Presa o cattura
Ogni pezzo può catturare un altro che si trova sulla sua strada e che gli impedisce di proseguire. Per fare ciò si mette al suo posto (dato che in ogni casa non può stare più di una figura), mentre il pezzo avversario viene tolto dalla scacchiera. Tutti i pezzi possono essere presi, a eccezione del re. I pezzi prendono tutti nello stesso modo col quale camminano, a eccezione dei pedoni che prendono la linea obliqua, mentre camminano in linea retta. La presa o la cattura non è mai obbligatoria, tranne nel caso in cui non sia possibile effettuare altre mosse legali.

### Promozione
È la trasformazione istantanea di un pedone in un pezzo qualsiasi a scelta, escluso il re, quando giunge in una casa dell'ottava traversa, se bianco, o nella prima traversa, se nero.

## Q

### Qualità
Il maggior valore di un pezzo rispetto ad un altro. Si guadagna la qualità cambiando un alfiere o un cavallo propri contro una torre nemica; si perde la qualità nel caso opposto.

### Quickplay finish
Il quickplay finish (o finale rapido) è una regola dei tornei di scacchi a cadenza classica o rapid in cui si gioca senza incremento. Uno dei due giocatori con meno di due minuti sull'orologio può richiedere la patta all'arbitro, se ritiene che l'avversario non può o non stia facendo nulla per vincere la partita. Tornei con il QPF si vedono sempre più raramente grazie all'introduzione dell'orologio elettronico e dell'incremento.

## R

### Repertorio
Un repertorio costituisce il numero di aperture e varianti di apertura contenuti nel bagaglio tecnico di un determinato giocatore.

## S

### Sacrificio
Offerta di un pedone, di un pezzo o di una qualità all'avversario senza compenso immediato o con un compenso minore, fatto allo scopo di guadagnare un vantaggio tattico o strategico.

### Scacco
Lo scacco avviene quando muovendo un pezzo si esercita una minaccia diretta sul re avversario. Quando si subisce uno scacco è necessario fare una delle seguenti tre cose: spostare il re su una casa non minacciata da pezzi avversari, catturare il pezzo minacciante o interporre un pezzo tra il pezzo minacciante e il proprio re. Se nessuna di queste tre cose è possibile si ha lo scacco matto e la partita è persa. Quando il re è attaccato direttamente dal pezzo che si è mosso si ha uno scacco semplice, invece se il pezzo mosso non attacca il re, ma ne scopre un altro che lo attacca, si ha uno di scacco di scoperta. Infine se il pezzo mosso attacca il re e contemporaneamente ne scopre un altro che lo attacca a sua volta, si ha lo scacco doppio.

### Secondo
Si chiama secondo un giocatore che ne assiste un altro nella preparazione di un torneo o di un match. Solitamente è prassi degli scacchi di alto livello avere una squadra di secondi che collabora con un Grande Maestro di élite. Uno dei suoi compiti principali è di trovare novità in apertura e/o stabilire un repertorio di aperture adatto per la competizione alla quale si intende partecipare.

### Semilampo
Semilampo è un termine utilizzato in Italia e in Francia per alcuni tornei e per la pratica di circolo. Sebbene dovrebbe corrispondere alla cadenza rapid, con esso si fa riferimento soprattutto alle partite con tempo a disposizione di 15 minuti per ciascun giocatore.

### Semimossa
Una semimossa è una mossa effettuata dal Bianco o dal Nero. Ad esempio, la sequenza 1.e4 c5 2.Cf3 Cc6 3.d4 è formata da cinque semimosse.

### Sottotratto
Il giocatore che muove per primo, cioè il Bianco, ha il tratto; dell'altro si dice che gioca sottotratto o sottomano.

### Sovraccarico
Nell'affidare ad un pezzo, o pedone il compito di difendere un determinato obiettivo o punto, bisogna attentamente verificare in quale misura tale pezzo può effettivamente assolvere tale funzione. Se il pezzo, o pedone, è costretto nello stesso tempo a sostenere vari incarichi, allora si può verificare un sovraccarico.

### Spingere
Le mosse che prevedono l'avanzamento dei pedoni

### Stallo
Situazione in cui un giocatore non ha a disposizione mosse legali effettuabili pur non trovandosi sotto scacco. Lo stallo determina la fine immediata della partita col risultato di patta.

### Sviluppo
Termine che definisce uno degli aspetti strategicamente e tatticamente più importanti degli scacchi, nonché uno dei principali obiettivi dell'apertura. Indica il grado di mobilità, attività e interdipendenza raggiunto dai pezzi in una certa fase del gioco.

## T

### Tempo
In genere è sinonimo di tratto, cioè il turno di mossa da effettuare. Si "perde un tempo" effettuando una mossa inutile.

### Torri raddoppiate
Quando le due torri dello stesso colore sono sulla medesima colonna o sulla medesima traversa senza che tra loro ci siano altri pezzi, si dice che sono raddoppiate.

### Trasposizione
Una trasposizione è una sequenza di mosse il cui risultato è una posizione che può essere raggiunta anche attraverso un diverso (e più comune) ordine di mosse. Le trasposizioni sono frequenti in apertura, quando un giocatore può tentare di variare l'ordine usuale di mosse per evitare varianti a lui sgradite.

### Tratto
Facoltà del Bianco di muovere per primo; più generalmente, il giocatore che deve muovere si dice "avere il tratto".

### Traversa
Una linea orizzontale di case della scacchiera. Viene denominata o secondo la notazione algebrica oppure relativamente all'avanzare dei due colori in gioco; così con ottava traversa si intende quella di promozione dei pedoni, per settima la precedente e così via.

## V

### Vantaggio
Quando un giocatore ha una superiorità tattica o di pezzi durante il gioco, durante lo svolgimento di esso il vantaggio può essere ribaltato.

## Z

### Zeitnot
Termine derivato dal tedesco che indica la scarsità di tempo a disposizione di uno o entrambi i giocatori per effettuare le proprie mosse.

### Zugzwang
Termine derivato dal tedesco che indica una situazione nella quale il giocatore che ha il tratto ha solo mosse che peggiorano la sua posizione.

### Zwischenzug
Termine derivato dal tedesco che indica una mossa intermedia che viene fatta nel mezzo di una combinazione e che migliora la posizione di chi la fa.